# Marie-Madeleine Maguerite d'Aubray
Marie-Madeleine-Marguerite d'Aubray, Nữ hầu tước de Brinvilliers (22 tháng 7 năm 1630 - 17 tháng 7 năm 1676) là một nữ quý tộc Pháp bị buộc tội hung thủ gây ra ba vụ án mạng giết hại cha đẻ cùng hai anh em ruột. Madeleine bị đưa ra xét xử sau khi người ta tìm được cuốn nhật ký do người tình đã mất của bà viết với những dòng ghi lại quá trình phạm tội, tuy nhiên không có bằng chứng hay nhân chứng xác thực cho tội ác bà gây ra.

## Tội ác
Theo các cáo buộc chống lại vị nữ hầu tước được đưa ra vào năm 1675: Năm 1666, Marie-Madeleine-Marguerite de Brinvilliers đã bày ra một âm mưu với người yêu của mình - Godin de Sainte-Croix (còn gọi là Chevalier de Sainte Croix) để đầu độc cha cô là Antoine Dreux d'Aubray, vào năm 1670, bà cũng đã giết chết hai anh em ruột là Antoine và François d'Aubray để lấy quyền thừa kế tài sản từ họ. Người tình Sainte-Croix sau đó bị cho là đã chết vì nguyên nhân tự nhiên vào năm 1672, vì vậy không thể buộc tội ông. Cũng có những tin đồn rằng Brinvilliers đã gây nhiễm bệnh cho những người nghèo trong suốt chuyến thăm viếng các bệnh viện, nhưng điều đó không khiến Madeleine bị buộc tội. 
Các cáo buộc chống lại nữ hầu tước Brinvilliers bắt nguồn từ những cuốn nhật ký và những bức thư của Sainte Croix được tìm thấy khi sau khi ông chết, trong chiếc hộp da đỏ mà ông đã nhắc nhở là không được mở ra cho đến khi Marie Madeleine - nữ hầu tước Brinvilliers qua đời. Bà đã bị buộc tội sử dụng chất độc Tofana và bà khai rằng mình đã học được cách chế loại độc này từ SainteCroix .
Năm 1675, sau khi bị buộc tội, Marie Madeleine trốn sang Anh, Hà Lan, và cuối cùng đến tu viện gần Liège, tuy nhiên lại bị một toán cảnh sát hoá trang linh mục phục kích và áp giải. Vào ngày 17 tháng 7 năm 1676, bà bị tra tấn bằng phương pháp nhồi nước, bị bắt uống hơn 9 lít nước và buộc phải thú nhận tội ác. 

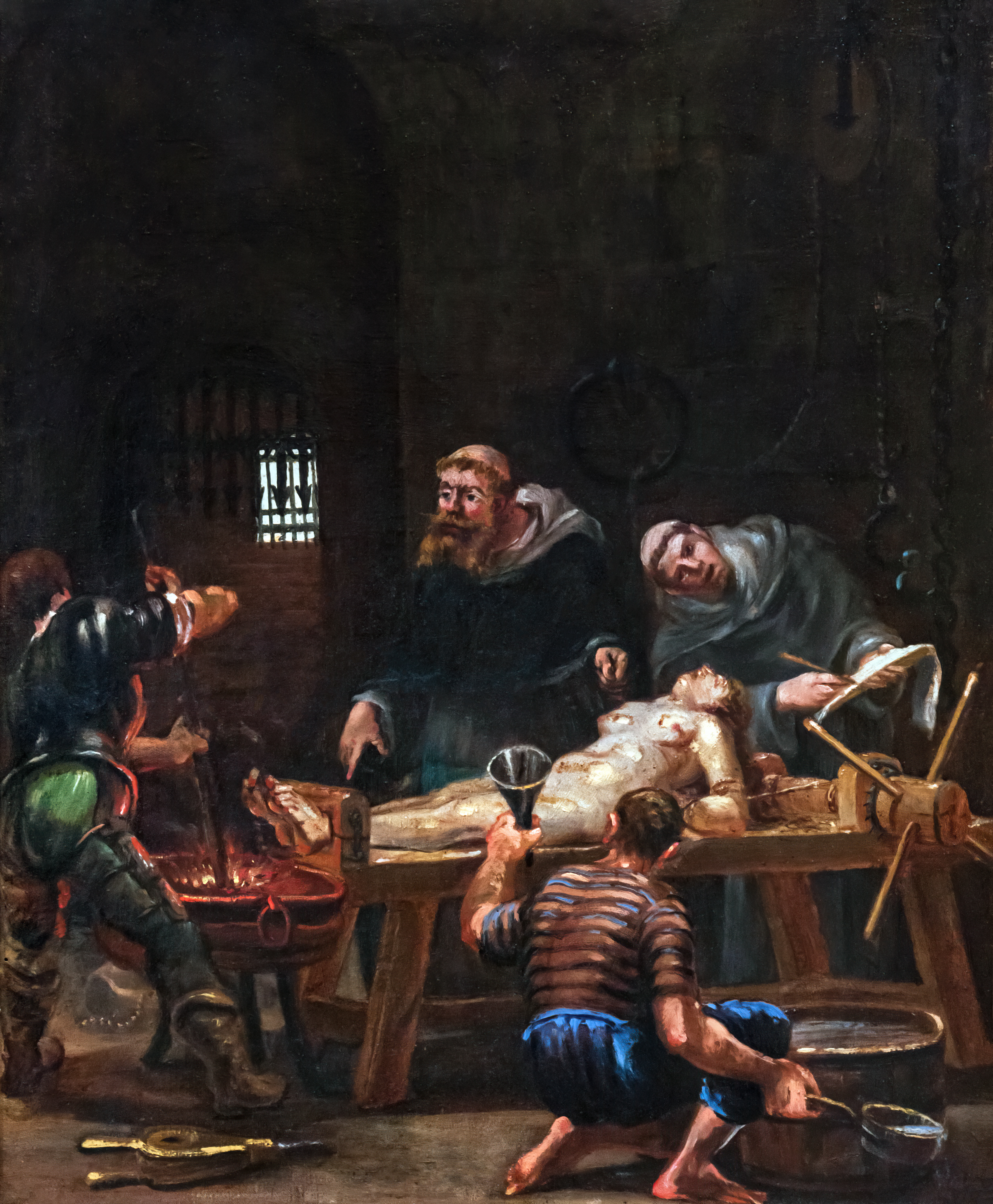
Vị nữ hầu tước bị tra tấn khi không chịu thừa nhận tội ác.

Với sức ảnh hưởng từ các tài liệu do Sainte Croix để lại kèm với lời thú tội, Madeleine phải nhận án tử hình, bất chấp luật sư của bà đã bào chữa rằng không có bằng chứng xác thực đầy đủ nào được đưa ra. Sau đó Madeleine đã bị chém đầu, phần thân còn lại bị đem đốt trong hỏa lò.
Phiên toà xét xử Marie Madeleine và vụ bê bối theo sau nó đã dẫn đến Sự kiện Độc dược, trong đó có nhiều quý tộc Pháp bị buộc tội đi theo tà giáo và sử dụng chất độc. Tính chất sự kiện này có nhiều nét tương tự như Phiên tòa Phù thủy Salem.

## Hình mẫu của nhiều tác phẩm nghệ thuật
- Các tài liệu hư cấu về cuộc đời của bà bao gồm: The Leather Funnel của Arthur Conan Doyle, La Marquise de Brinvilliers của Alexandre Dumas cha,[2] The Marchioness của Devil William Fifield và Intrigues of a Poisoner của Émile Gaboriau [3] Bài thơ của Robert Browning năm 1846 tên là "Phòng thí nghiệm" cũng là một câu chuyện hư cấu dựa trên cuộc đời Madeleine.
- Đã có hai tác phẩm âm nhạc về cuộc đời Madaleine. Một vở opera mang tên La marquise de Brinvilliers - tác phẩm của của chín nhà soạn nhạc Daniel Auber, Désiré-Alexandre Batton, Henri Montan Berton, Giuseppe Marco Maria Felice Blangini, François-Adrien Boieldieu, Michele Carafa, Luigi Cherubini, Ferdinand Hérold và Ferdinando Paer-premiered tại Paris Opéra-Comique năm 1831.[4]  Một bộ phim hài mang tên "Mimi-A Poisoner's Comedy" do Allen Cole, Melody A. Johnson, và Rick Roberts trình chiếu ở Toronto, Canada vào tháng 9 năm 2009.
- Sailor Moon nhạc kịch: Transylvania no Mori (Kaiteiban), trong đó có một nhân vật được gọi là d'Brinvilliers-sensei. Cô ta là một ma cà rồng, hành nghề giáo viên hoá học và cũng là người kiểm tra sinh viên của mình về các loại chất độc khác nhau.
- Margarita Blankenheim, một nhân vật trong Biên niên sử ác ma dựa trên Hatsune Miku, được lấy cảm hứng từ Marie Madeleine. Một bài hát của Mothy trình bày bởi Hatsune Miku có tên là "Món quà từ nàng Công chúa ban tặng giấc ngủ" mô tả hành động của nàng Margarita đầu độc mọi người vì muốn tất cả được "ngủ ngon", tương tự như nữ hầu tước Brinvilliers - Marie Madeleine.
- Bộ phim truyền hình Pháp năm 2009 The Marquise of Darkness (La Marquise Des Ombres), Anne Parillaud thủ vai nhân vật Marie Madeleine.